# Cantonul Longny-au-Perche
Cantonul Longny-au-Perche este un canton din arondismentul Mortagne-au-Perche, departamentul Orne, regiunea Basse-Normandie, Franța.

## Comune
| Comune               | Populație (1999) | Cod poștal | Cod INSEE |
| -------------------- | ---------------- | ---------- | --------- |
| Bizou                | ...              | 61290      | 61046     |
| L'Hôme-Chamondot     | ...              | 61290      | 61206     |
| La Lande-sur-Eure    | ...              | 61290      | 61220     |
| Longny-au-Perche     | ...              | 61290      | 61230     |
| Le Mage              | ...              | 61290      | 61242     |
| Malétable            | ...              | 61290      | 61247     |
| Marchainville        | ...              | 61290      | 61250     |
| Les Menus            | ...              | 61290      | 61274     |
| Monceaux-au-Perche   | ...              | 61290      | 61280     |
| Moulicent            | ...              | 61290      | 61296     |
| Neuilly-sur-Eure     | ...              | 61290      | 61305     |
| Le Pas-Saint-l'Homer | ...              | 61290      | 61323     |
| Saint-Victor-de-Réno | ...              | 61290      | 61458     |